# Schwartzia jucuensis
Schwartzia jucuensis är en tvåhjärtbladig växtart som beskrevs av Gir.-cañas. Schwartzia jucuensis ingår i släktet Schwartzia och familjen Marcgraviaceae. Inga underarter finns listade i Catalogue of Life.